# رسپودا
رسپودا (به انگلیسی: Rospuda) رودخانه‌ای است که در لهستان جریان دارد.